# Soyuz TM-23
Soyuz TM-23 foi a 21ª expedição à estação espacial Mir.

## Tripulação
Lançados
| Posição           | Cosmonauta       | Duração          | Pousou na   |
| ----------------- | ---------------- | ---------------- | ----------- |
| Comandante        | Yuri Onufriyenko | 193d 19h 07m 35s | Soyuz TM-21 |
| Engenheiro de voo | Yuri Usachev     | 193d 19h 07m 35s | Soyuz TM-21 |

Aterrissaram
| Posição                 | Cosmonauta       | Duração          | Lançado na  |
| ----------------------- | ---------------- | ---------------- | ----------- |
| Comandante              | Yuri Onufriyenko | 193d 19h 07m 35s | Soyuz TM-21 |
| Engenheiro de voo       | Yuri Usachev     | 193d 19h 07m 35s | Soyuz TM-21 |
| Cosmonauta-pesquisadora | Claudie Haigneré | 15d 18h 23m 37s  | Soyuz TM-24 |

## Parâmetros da Missão
- Massa: 7 150 kg
- Perigeu: 202 km
- Apogeu: 240 km
- Inclinação: 51.6°
- Período: 88.6 minutos

## Pontos altos da missão
- Missão projetada inicialmente para 152 dias
- Um braço mecânico de trabalho foi instalado na Mir
- Se acoplou ao ônibus espacial na missão STS-76
- Vários equipamentos e módulos da Mir foram instalados